# Mar del Plata ida y vuelta
Mar del Plata ida y vuelta es una película de Argentina en blanco y negro dirigida por Lorenzo Serrano y Santiago Salviche según el guion de ambos sobre la obra teatral Mar del Plata, de Josué Quesada y Agustín Ramón que se estrenó el 28 de octubre de 1942 y que tuvo como protagonistas a Florindo Ferrario, Rosa Rosen y Fernando Borel.

## Reparto
- Florindo Ferrario
- Sandra
- Rosa Rosen
- Fernando Borel
- Antonia Volpe
- Alberto Terrones
- René Pocoví
- Alfonso Pisano
- Enrique Vico Carré
- Vicente Forastieri
- Julio Renato